# Harry Beaumont

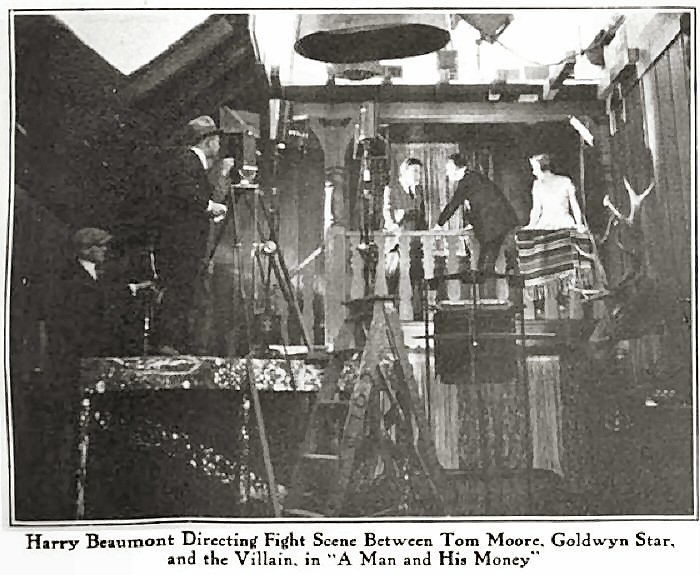
Beaumont dirigiendo una escena de A Man and His Money (1919).

Harry Beaumont (10 de febrero de 1888-22 de diciembre de 1966) fue un director, actor y guionista cinematográfico de nacionalidad estadounidense, que a lo largo de su carrera trabajó con diversos estudios, entre ellos Essanay Studios, 20th Century Fox, Goldwyn Pictures Corporation, Metro Pictures Corporation, Warner Brothers y MGM.

## Biografía
Su verdadero nombre era Louis de Beaumont, y nació en  Abilene, Kansas. Durante los años de la Primera Guerra Mundial trabajó en el teatro de revista en Nueva York, antes de pasar a actuar para los Edison Studios. En ese período empezó a escribir sus primeros guiones, y en 1914, dirigió su primera película en colaboración con el director Ashley Miller.
Los más importantes éxitos de Beaumont tuvieron lugar en la época del cine mudo, dirigiendo cintas como la de John Barrymore Beau Brummel (1924) o Our Dancing Daughters (1928), interpretada por Joan Crawford. Beaumont también dirigió el primer musical sonoro de MGM, La melodía de Broadway (1929), film que ganó el Oscar a la mejor película de ese año, siendo Beaumont nominado al Oscar al mejor director (el premio lo obtuvo Frank Lloyd por Trafalgar).
Beaumont estuvo casado con la actriz Hazel Daly. La pareja tuvo gemelas, Anne y Geraldine, nacidas en 1922.
Harry Beaumont falleció en 1966 en el Saint John's Health Center de Santa Mónica, California. Fue enterrado en el Cementerio Forest Lawn Memorial Park de Glendale.

## Filmografía

### Director
- My Friend from India, codirigida con Ashley Miller (1914)
- Poisoned by Jealousy  (1915)
- For His Mother (1915)
- The Bedouin's Sacrifice (1915)
- A Spring of Shamrock (1915)
- The Call of the City (1915)
- Her Happiness (1915)
- The Land of Adventure (1915)
- The White Alley (1916)
- Destiny  (1916)
- The Roughneck (1916)
- Joyce's Strategy (1916)
- The Little Samaritan (1916)
- A Rose of Italy (1916)
- A Million for a Baby (1916)
- Twin Fates (1916)
- His Little Wife (1916)
- The Truant Soul (1916)
- Skinner's Dress Suit (1917)
- Burning the Candle (1917)
- Skinner's Bubble (1917)
- Filling His Own Shoes (1917)
- The Rainbow Box (1917)
- Local Color (1917)
- Skinner's Baby (1917)
- The Long Green Trail (1917)
- Go West, Young Man (1918)
- Thirty a Week  (1918)
- Brown of Harvard   (1918)
- A Wild Good Chase  (1919)
- A Man and His Money (1919)
- The Little Rowdy (1919)
- One of the Finest (1919)
- The City of Comrades (1919)
- Heartsease (1919)
- Lord and Lady Algy (1919)
- Toby's Bow (1919)
- The Gay Lord Quex (1919)
- Dollars and Sense (1920)
- The Great Accident   (1920)
- Going Some  (1920)
- Stop Thief  (1920)
- Officer 666 (1920)
- Fourtheenth Lover  (1922)
- Glass Houses  (1922)
- The Ragged Heiress  (1922)
- Very Truly Yours  (1922)
- Seeing's Believing  (1922)
- Lights of Desert  (1922)
- They Like 'Em Rough  (1922)
- The Five Dollar Baby  (1922)
- June Madness  (1922)
- Love in the Dark  (1922)
- Crinoline and Romance  (1923)
- Main Street  (1923)
- The Gold Diggers  (1923)
- A Noise in Newboro (1923)
- Don't Doubt Your Husband (1924)
- Beau Brummell  (1924)
- Babbitt  (1924)
- The Lover of Camille (1924)
- A Lost Lady
- Recompense
- His Majesty, Bunker Bean (1925)
- Rose of the World (1925)
- Sandy
- Womanpower
- One Increasing Purpose
- Forbidden Hours
- Our Dancing Daughters (1928)
- A Single Man (1929)
- La melodía de Broadway (1929)
- Speedway (1929)
- Great Day (1930)
- Lord Byron of Broadway, codirigida por William Nigh (1930)
- Children of Pleasure (1930)
- The Florodora Girl (1930)
- Our Blushing Brides (1930)
- Those Three French Girls (1930)
- Dance, Fools, Dance (1931)
- Laughing Sinners (1931)
- The Great Love (1931)
- West of Broadway  (1931)
- Are You Listening? 1932)
- Unashamed (1932)
- Faithless (1932)
- Made on Broadway (1933)
- When Ladies Meet (1933)
- Should Ladies Behave (1933)
- Murder in the Private Car (1934)
- Enchanted April (1935)
- The Girl on the Front Page (1936)
- When's Your Birthday? (1937)
- Maisie Goes to Reno (1944)
- Twice Blessed (1945)
- Up Goes Maisie (1946)
- The Show-Off (1946)
- Undercover Maisie (1947)
- Alias a Gentleman (1948)

### Actor
| - One Hundred Years Ago, de Gaston Mervale (1911) - A Ticket in Tatts, de Gaston Mervale (1911) - A Tale of the Australian Bush, de Gaston Mervale (1911) - A Daughter of Australia, de Gaston Mervale (1912) - How Patrick's Eyes Were Opened (1912) - The Butler and the Maid (1912) - A Personal Affair (1912) - Their Hero (1912) - How Father Accomplished His Work (1912) - Apple Pies (1912) - How the Boys Fought the Indians (1912) - An Intelligent Camera (1912) - The Librarian (1912) - Uncle Mun and the Minister (1912) - A Queen for a Day (1912) - Linked Together (1912) - A Thrilling Rescue by Uncle Mun, de C.J. Williams (1912) - The Third Thanksgiving, de J. Searle Dawley (1912) - The Totville Eye, de C.J. Williams (1912) - Saving the Game, de Charles M. Seay (1912) - Annie Crawls Upstairs (1912) - No Place for a Minister's Son, de Ashley Miller (1912) - An Old Fashioned Elopement, de C.J. Williams (1912) - For Her, de Bannister Merwin (1912) - It Is Never Too Late to Mend, de Charles M. Seay (1913) - False to Their Trust, de J. Searle Dawley, Walter Edwin (1913) - The Dancer, de Ashley Miller (1913) - Over the Back Fence, de C.J. Williams (1913) - Confidence, de Bannister Merwin (1913) - It Wasn't Poison After All, de C.J. Williams (1913) - Mother's Lazy Boy (1913) - Bread on the Waters, de George Lessey (1913) - The Elder Brother, de Bannister Merwin (1913) - The Two Merchants, de Charles M. Seay (1913) - Her Royal Highness, de Ashley Miller (1913) - Who Will Marry Mary?, de Walter Edwin (1913) - Joyce of the North Woods, de Ashley Miller (1913) - A Light on Troubled Waters, de Walter Edwin (1913) - The Contents of the Suitcase, de Walter Edwin (1913) - The Girl and the Outlaw, de Walter Edwin (1913) - A Woodland Paradise, de Walter Edwin (1913) | - A Face from the Past, de Walter Edwin (1913) - Elise, the Forester's Daughter, de Walter Edwin (1913) - The Haunted Bedroom (1913) - The Mystery of the Dover Express, de George Lessey (1913) - The Witness to the Will, de George Lessey (1914) - The Active Life of Dolly of the Dailies, de Walter Edwin (1914) - An American King, de George Lessey (1914) - The Man of Destiny, de Walter Edwin (1914) - A Princess of the Desert, de Walter Edwin (1914) - The Mistery of the Silver Snare, de George Lessey (1914) - Her Grandmother's Wedding Dress, de Bessie Learn, George Lessey (1914) - The Mistery of the Fadeless Tints, de George Lessey (1914) - The Shattered Tree, de Ben F. Wilson (1914) - The Ever-Gallant Marquis, de Ashley Miller (1914) - The Mistery of the Octagonal Room, de George Lessey (1914) - The Birth of the Star Spangled Banner, de George Lessey (1914) - Treasure Trove, de Ashley Miller (1914) - An Absent-Minded Cupid, de Ashley Miller (1914) - The Blue Coyote Cherry Crop, de Ashley Miller (1914) - A Transplanted Prairie Flower, de Ashley Miller (1914) - The Heritage of Hamilton Cleek, de Ben F. Wilson (1914) - His Chorus Girl Wife, de Ashley Miller (1914) - Who Goes There?, de Ashley Miller (1914) - Young Mrs. Winthrop, de Richard Ridgely (1915) - Tracked by the Hounds, de Charles H. France (1915) - A Thorn Among Rose (1915) - In Spite of All, de Ashley Miller (1915) - That Heavenly Cook, de J. Edward Hungeford (1915) - The Stoning, de Charles Brabin (1915) - Poisoned by Jealousy, de Harry Beaumont (1915) - Jack Kennard, Coward, de Charles M. Seay (1915) - Her Proper Place, de Langdon West (1915) - The White Alley, de Harry Beaumont (1916) - The Roughneck, de Harry Beaumont (1916) - The Discard, de Lawrence C. Windom (1916) - Putting It Over (1916) - The Grouch (1916) - The Mutiny of the Bounty, de Raymond Longford (1916) - His Little Wife, de Harry Beaumont (1916) - The Woman Suffers, de Raymond Longford (1918) |

### Guionista
| - A Daughter of Australia, de Gaston Mervale (1912) - Her Happiness, de Harry Beaumont (1915) - The Land of Adventure, de Harry Beaumont (1915) - The Little Samaritan, de Harry Beaumont (1916) | - Burning the Candle, de Harry Beaumont (1917) - Filling His Own Shoes, de Harry Beaumont (1917) - Brown of Harvard, de Harry Beaumont (1918) - The Little Rowdy, de Harry Beaumont (1919) |

### Productor
- The Five Dollar Baby (1922)
- Love in the Dark, de Harry Beaumont (1922)
- Our Blushing Brides, de Harry Beaumont (1930)

### Montador
- Main Street, de Harry Beaumont (1923)

### Otros
- See Here, Private Hargrove, de Wesley Ruggles - Harry Beaumont formó parte del equipo técnico (1944)

## Premios y distinciones
Premios Óscar
| Año  | Categoría      | Película               | Resultado |
| ---- | -------------- | ---------------------- | --------- |
| 1929 | Mejor Director | La melodía de Broadway | Nominado  |